# Alyattes II
Alyattes II – król Lidii w latach 619 p.n.e. – 560 p.n.e., założyciel imperium lidyjskiego, następca i syn Sadyattesa. W czasie swego panowania najechał na Milet oraz wygnał koczownicze plemienia Kimerów w walkach z którymi poległ Gyges, jego pradziadek.

## Działania zbrojne
Kampania przeciwko Miletowi rozpoczęła się sześć lat przez objęciem rządów przez Alyattesa II, jedną z wypraw dowodził on samodzielnie. Po podpisaniu traktatu pokojowego z Miletem, Alyattes II zbrojnie rozwiązał problem zagrożenia ze strony Kimerów.
Następnym celem Alyattesa II byli Medowie, którzy w sojuszu z Babilończykami  pokonali Asyrię. Po podzieleniu podbitego państwa Asyryjskiego Medowie skierowali się na zachód, zagrażając Lidii. Dnia 28 maja 585 p.n.e. odbyła się nierozstrzygnięta bitwa nad rzeką Halys pomiędzy Alyattesem i królem Medów Kyaksaresem. Według Herodota podczas tej bitwy wystąpiło zaćmienie słońca. W wyniku pokoju zawartego po tej bitwie rzeka Halys (obecnie Kizilirmak) stała się rzeką graniczną a córka Alyattesa, Aryenis, została żoną króla Medów Astyagesa. Zdobył też i zburzył portowe miasto Jonów, Smyrnę.

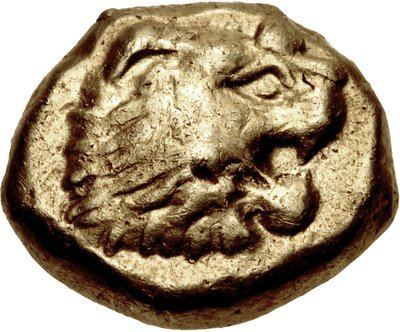
Lidyjska moneta wybijana za panowania Alyattesa II

Oprócz prowadzenia działań zbrojnych Alyattes II dokonał m.in. ustandaryzowania systemu monetarnego. Waga jednego statera została ustalona na 168 ziaren zboża. Na monetach wybijano wizerunek głowy lwa – symbolu dynastii panującej. 
Następcą Alyatessa był jego syn Krezus. Zgodnie z tradycją pochował on ojca w królewskiej nekropolii w Bin Tepe na równinie Sardes.